# Iglesia de la Asunción (Santa Coloma)
La iglesia de la Asunción es un edificio de la localidad española de Santa Coloma, en la La Rioja.

## Descripción

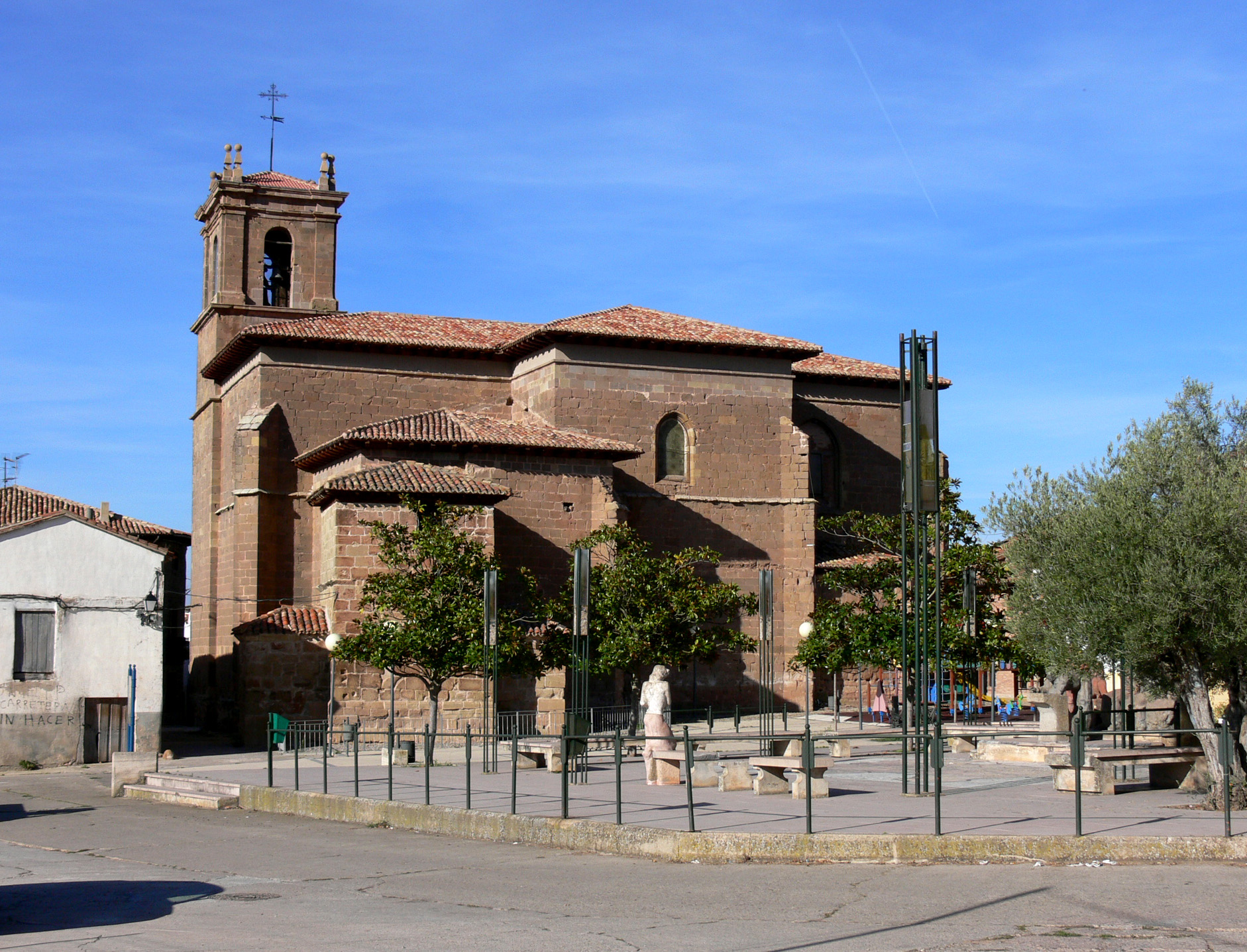
Vista del templo

La iglesia de la Asunción se ubica en el municipio riojano de Santa Coloma. Se trata de un templo con nave con bóvedas de crucero y de forma de planta de cruz griega. Un elemento fundamental del templo es la pequeña edícula, en la cual, se supone, habrían sido custodiadas las reliquias de Santa Coloma.

## Estatus patrimonial
El 15 de enero de 1982 fue declarada monumento histórico-artístico, mediante un real decreto publicado el 24 de marzo de ese mismo año en el Boletín Oficial del Estado, con la rúbrica de Juan Carlos I y de la entonces ministra de Cultura Soledad Becerril. En la actualidad está considerada Bien de Interés Cultural.